# Лайвес
Ла̀йвес (на италиански: Laives; на немски: Leifers, Лайферс) е град и община в северна Италия, провинция Южен Тирол, регион Трентино-Южен Тирол. Разположен е на 258 m надморска височина. Населението на града е 17 025 души (към 28 февруари 2010).

## Език
Официални общински езици са и италианският и немският. Лайвес е една от петте тиролски общини, където най-голямата част от населението говори на италиански. В общината се говори и ладинският език
| %     | Роден език      |
| 70,42 | Италиански език |
| 29,07 | Немски език     |
| 0,51  | Ладински език   |